# Алессандро Вольта
Алессандро Джузеппе Вольта (італ. Alessandro Giuseppe Antonio Anastasio Volta італійською: [alesˈsandro ˈvɔlta]; 18 лютого 1745 — 5 березня 1827) — італійський фізик і фізіолог.
Сконструював першу електричну батарею — вольтів стовп.
Винайшов і сконструював перше хімічне джерело постійного електричного струму, електричну батарею, низку електричних приладів (конденсатор, електрофор, електроскоп); відкрив явище взаємної електризації різнорідних металів при їх контакті; у 1776 виявив і дослідив газ метан.
Засновник електродинаміки.
На його честь названо одиницю напруги вольт, а також астероїд головного поясу 8208 Вольта.
Створив перше найпростіше хімічне джерело струму в 1799, яке назвав гальванічним елементом.
Цей елемент він назвав у честь свого друга, вченого Луїджі Гальвані.

## Життєпис
Алессандро Вольта був четвертою дитиною в сім'ї падре Філіппо Вольти і його таємної дружини Маддалени, дочки графа Джузеппе Інзагі. Маленького Сандріно батьки здали на руки годувальниці, яка жила в селі Брунате і «забули» про нього на два з половиною роки. Малюк, вільно зростав на лоні природи і був жвавим, здоровим, але дикуватим: розповідали, що слово «мама» він вимовив тільки в чотири роки, а нормально заговорив лише років у сім. Але був веселою, доброю і чуйною дитиною. Велика зміна сталася в його житті 1752 року, коли, втративши батька, він опинився в будинку дядька Александра, соборного каноніка.
За виховання племінника дядько взявся всерйоз: багато латини, історія, арифметика, правила поведінки тощо. Плоди виховних зусиль з'явилися негайно і були вражаючими. Він захоплено сприймав знання, ставав все товариськішим і дотепнішим, його все більше цікавило мистецтво, особливо музика. Хлопчик був дуже вразливим. Десятирічного Вольту вразили звістки про катастрофу в Лісабоні, і він поклявся розгадати таємницю землетрусів. Енергія переповнювала Алессандро, і одного разу це ледь не призвело до фатальних наслідків: у віці 12 років хлопчик намагався розгадати «таємницю золотого блиску» в джерелі біля Монтеверді (як виявилося потім, блищали шматочки слюди) і впав у воду. Поблизу не виявилося нікого, хто б міг його витягнути. На щастя, один із селян зумів спустити воду, і дитину відкачали. «Народився двічі», — говорили про нього.
Дядько, який робився йому все ближчим, бачачи жадібний інтерес здібного юнака до наук, намагався постачати його книгами. У міру їх виходу, в будинку з'являлися і вивчалися томи енциклопедії. Але Алессандро охоче вчився і працювати руками: відвідуючи чоловіка своєї годувальниці, він переймав у нього мистецтво виготовлення термометрів і барометрів. У листопаді 1757 року Алессандро віддають до класу філософії колегії ордена єзуїтів в місті Комо. Але вже 1761 року дядько, зрозумівши, що хлопчикові пропонують стати ченцем в ордені, забирає його з колегії.
У ці роки відбулися події, що зіграли в житті Вольти помітну роль. 1758 року, як і передбачалось, знову з'явилася комета Галлея. Це не могло не вразити допитливого юнака, думки якого звернулися до праць великого Ньютона. Взагалі він все чіткіше усвідомлював, що його покликання — не гуманітарна галузь, а природничі науки. Він захопився ідеєю про пояснення електричних явищ, ньютонівською теорією тяжіння, навіть послав знаменитому паризькому академіку Ж. А. Нолле свою поему разом з міркуваннями про різні електричні явища. Але одних міркувань йому мало. Дізнавшись про роботи Бенджаміна Франкліна, Вольта 1768 року, вразивши жителів Комо, встановив перший у місті блискавичник, дзвіночки якого дзвеніли в грозову погоду.
Той час взагалі відзначався бурхливим сплеском інтересу суспільства до електричних явищ. Демонстрації електричних дослідів, особливо після винаходу лейденської банки, проводили навіть за плату. Якийсь Бозе висловив навіть бажання бути вбитим електрикою, якщо про це потім напишуть у виданнях Паризької академії наук. Якщо це можна віднести до розряду курйозів, то були й дійсно трагічні епізоди. В Санкт-Петербурзі 1753 року академік Ріхман загинув від удару блискавки під час досліду.
Алессандро Вольті судилося відіграти істотну роль у вивченні електрики. Після встановлення блискавичника в містечку Комо 1768 року він написав дисертацію про електричні досліди з лейденськими банками. Істотніші відкриття він зробить в недалекому майбутньому. Юний Вольта пішов за ідеями Галілео Галілея, Ісаака Ньютона, Дідро і Вольтера, і точне передбачення Едмондом Галлеєм часу появи на небосхилі чергової комети остаточно навернуло Алессандро до фізики.
У 1774—1779 роках викладав фізику в гімназії в Комо, 1779 року став професором університету в Павії. Від 1815 року — директор філософського факультету в Павії.
1794 року отримав вищу нагороду Лондонського королівського товариства — медаль Коплі. Наукова діяльність Вольти здобула високу оцінку Наполеона, який запросив його в Інститут Франції представити свій винахід. 1809 року він отримав від Наполеона титул сенатора, 1810 року — графа. А одного разу Наполеон, побачивши в бібліотеці академії лавровий вінок з написом «Великому Вольтеру», стер останні букви таким чином, що вийшло «Великому Вольті».

## Наукові досягнення
Протягом 1792—1794 років, експериментуючи з «тваринною електрикою», відкритою Луїджі Гальвані, Вольта прийшов до висновку, що ці явища пов'язані з наявністю замкнутого кола з двох різнорідних металів і рідини. Він вперше помістив пластини з цинку і міді в кислоту, щоб отримати неперервний електричний струм, створивши перше у світі хімічне джерело струму («вольтів стовп», 1800 рік). Цей перший гальванічний елемент став прабатьком сучасних батарей. Вольта також відомий винаходом низки інших електричних приладів (електрофор, електрометр, конденсатор, електроскоп). Довів контактну різницю потенціалів між різними металами.
З важливих відкриттів у галузі хімії Вольта примітний тим, що 1776 року він виявив і дослідив горючий газ — метан. Під час своїх фізіологічних дослідів Вольта спостерігав у тварин велику електричну збудливість нервів порівняно з м'язами, а також виявив електричну подразливість органів зору і смаку в людини (1792—1795).
На честь Вольти названо одиницю вимірювання електричної напруги — вольт.

## Пам'ять
На честь Алессандро Вольти 1964 року названо кратер на видимому боці Місяця.
На італійській купюрі 10000 лір розміщено портрет Вольти та малюнок вольтового стовпа.
У Парижі є вулиця, названа його ім'ям.

## Твори
- 1800 — «Про електрику, збуджувану простим дотиком різних провідних речовин».